# Єнбекшиарал
Єнбекшиара́л (каз. Еңбекшіарал) — село у складі Жамбильського району Алматинської області Казахстану. Входить до складу Карасуського сільського округу.
У радянські часи село називалось «Єнбекішарал»..
Населення — 1490 осіб (2021; 599 у 2009, 532 у 1999, 497 у 1989).